# 奥格斯堡临时敕令

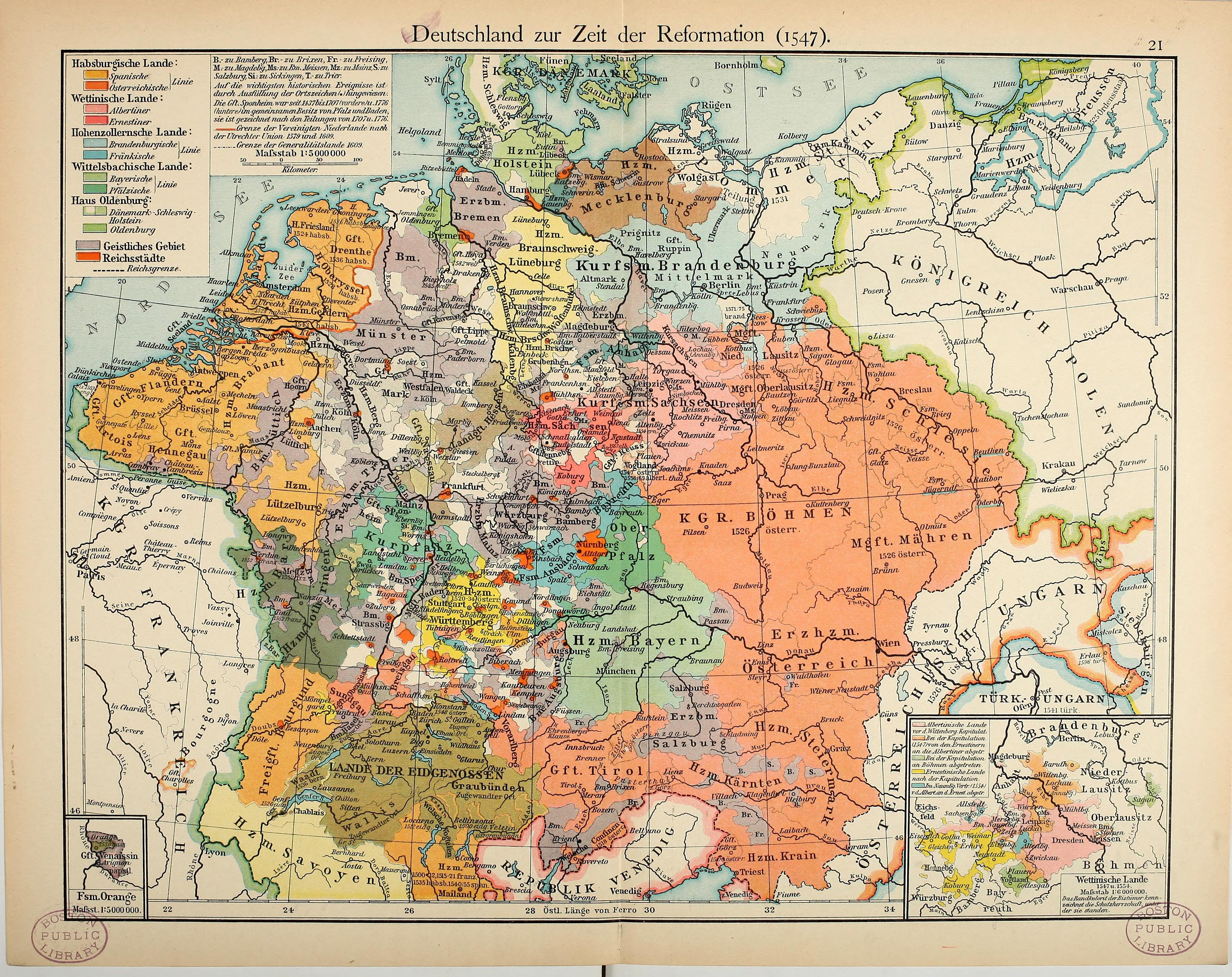
1547年的神聖羅馬帝國

奥格斯堡临时敕令（德語：Augsburger Interim）全称罗马帝国陛下关于在总委员会决定之前在神圣帝国内遵守宗教的宣言，是1548年5月15日在1548年奥格斯堡议会（由於緊張的氣氛和皇帝壓倒性的優勢，此議會被称为“被控制的議會”）通過的敕令。該議會由神圣罗马帝国皇帝查理五世主導，而他在1546至47年的施马尔卡尔登战争中击败了新教施马尔卡尔登同盟的势力。虽然它命令新教徒重新接受传统的天主教信仰和习俗，包括七圣礼，但它允许新教神职人员结婚和平信徒接受两种圣餐（面包和酒）。.它被认为是导致新教政治和宗教合法化过程中的第一个重要步骤，作为罗马天主教的有效替代基督教信条，最终在1552年的帕绍和約和1555年的奥格斯堡和約中实现。临时敕令于1548年6月30日成为帝国法律。教皇建议所有主教遵守1549年8月临时对新教徒作出的让步。